# Monhystera filicaudata
Monhystera filicaudata är en rundmaskart som beskrevs av Allgen. Monhystera filicaudata ingår i släktet Monhystera och familjen Monhysteridae. Arten är reproducerande i Sverige. Inga underarter finns listade i Catalogue of Life.